# Mambillaplatån
Mambillaplatån är en kuperad platå som ligger i Mambillahöglandet i östra Nigeria.
Mambillaplatån är den högsta platån i Nigeria. Platån har en genomsnittlig höjd på cirka 1 524 meter över havet. Men vissa byar ligger på kullar uppnår en höjd på minst 1828 meter över havet. Vissa berg på platån är över 2000 m höga, som till exempel Chappal Waddi. Platån har en yta på över 9389 kvadratkilometer. Chappal Waddi-berget ligger på nordöstra del av Mambillaplatån.

## Läge
Mambillaplatån finns i den sydöstra delen av Taraba och i Sardaunaregionen. Hela det kommunala området Sardauna ligger på toppen av Mambillaplatån på en höjd av över 1524 meter över havet, höjdläget ger en kontrast till den närliggande områden i Taraba som oftast är lågland. Platån gränsar till Kamerun. 

## Klimat
Mambillaplatån har bergsklimat och en jämförelsevis kallt klimat. På dagtid överstiger temperaturen på Mambillaplatån knappast 25°C. Det gör den till den kallaste platåregionen i Nigeria. Starka vindar blåser under hela dagen, och regnperioden varar från mitten av mars till slutet av december. Regnperioden på Mambillaplatån är förknippad med kraftiga och regelbundna skyfall. På grund av sin höjd har platån ett nästan tempererat väderförhållande under hela året. 

## Topografi
Platån är kuperad med djupa klyftor. Den är helt täckt av jord.

## Dränering
Platån är genomskuren av många strömmar och floder. Anmärkningsvärda bland dem är Dongafloden och Tarabafolden, som båda har sina källor på platån. 

## Vegetation
Mambillaplatån är praktiskt taget helt trädlös med undantag för konstgjorda odlingar, men den dominerande vegetationen på platån är främst låggräs. Även om nederbörden är mycket kraftig på platån kan tropiska träd inte överleva på platån på grund av det milda klimatet. De få träd som finns på platån är eucalyptus, som har planterats av människan, och som måste importeras från tempererade länder. Förekomsten av grönskande gräs på platån har lockat ett stort antal nötkreatur som betar på Mambillaplatån. Detta har skapat problem mellan kreaturägarna, som kallas fulaninomader, och de lokala invånarna, mambila, som är ursprungsbefolkningen. 

## Städer
Städerna på slätten är små med en befolkning mellan 100 och 5000 personer utom Gembu, som är den största staden på slätten. Den andra viktiga städerna på slätten är Dorofi, Nguroje, Mayo Ndaga, Wakili Buba, Maisamari, Hainare, Mbamnga, Mayo Sollare, Kilatin, Labbare, Mayo Tolore och Tamnya.

## Sevärdheter
- I höglandet finns Nigerias och Västafrikas enda höglandsteplantager.
- Nigerias största viltreservat, finns i ett bergsområde strax norr om Mambillaplatån.
- En vattenkraftverk är planerat att byggas på platån.